# Банко (Гвинея)
Вижте пояснителната страница за други значения на Банко.
Банко̀ (на френски: Banko) е град и субпрефектура в Централна Гвинея, регион Фарана, префектура Дабола. Населението на общината през 2014 година е 23 638 души.

## Населени места
Общината има 12 населени места:
- Банко
- Гания
- Камуру
- Канкая
- Кебея
- Кениебо
- Медина
- Морибея
- Ниамарая
- Тарунда
- Фалеа
- Фалибая